# Horváth Ferenc (labdarúgó, 1920)
Horváth Ferenc (1920. május 9. – Szolnok, 1991. december 24.) válogatott labdarúgó, kapus, edző. A sportsajtóban Horváth II néven volt ismert.

## Pályafutása

### Klubcsapatban
A Szolnoki MÁV labdarúgója volt. Magas termetű, bátor, jól helyezkedő kapus volt, akinek a kifutás volt a gyenge pontja.

### A válogatottban
1946 és 1947 között három alkalommal védett a magyar labdarúgó-válogatottban. Ő védett azon a mérkőzésen, amikor leszakadt a tribün az Üllői úton.

### Edzőként
1956 tavaszán a Jászapáti Törekvés ifjúsági csapatának lett az edzője. 1958 márciusában már a Martfűi MSE edzője volt. 1961 júliusáig a Szolnoki Vegyiművek edzéseit vezette. 1961 nyarától a Törökszentmiklósi Fáklya csapatát irányította. 1962-ben ismét a Martfű trénere lett. Innen 1965 augusztusában távozott. 1966-tól a Mezőtúri Honvéd edzője lett. 1967 és 1968 fordulóján a Törökszentmiklósi Vasas csapatát vette át egy évre. Ezután Újszászon tevékenykedett. 1970-től a Szolnoki Gépjavító (Mezőgép) csapatát edzette. 1972 nyarától a Szolnoki Vegyiművek edzője lett. 1975-ben vette át a Tisza Cipő SE irányítását. 1976 márciusában  a csapat vezetése felmentette posztjáról.

## Sikerei, díjai
- Magyar bajnokság
  - 3.: 1941–42
- Magyar kupa
  - győztes: 1941
- Kiváló dolgozó (1967)[17]

## Statisztika

### Mérkőzései a válogatottban
| Magyarország | Magyarország      | Magyarország                | Magyarország | Magyarország | Magyarország | Magyarország | Magyarország | Magyarország |
| #            | Dátum             | Helyszín                    | Hazai        | Eredmény     | Vendég       | Kiírás       | Gólok        | Esemény      |
| ------------ | ----------------- | --------------------------- | ------------ | ------------ | ------------ | ------------ | ------------ | ------------ |
| 1.           | 1946. október 6.  | Budapest. Üllői úti stadion | Magyarország | 2 – 0        | Ausztria     | barátságos   | -            |              |
| 2.           | 1946. október 30. | Esch-sur-Alzette            | Luxemburg    | 2 – 7        | Magyarország | barátságos   | -            |              |
| 3.           | 1947. május 4.    | Budapest. Üllői úti stadion | Magyarország | 5 – 2        | Ausztria     | barátságos   | -            |              |
|              | Összesen          |                             |              | 3            | mérkőzés     |              | 0            | gól          |